# Miguel Brindisi
Pour les articles homonymes, voir Brindisi (homonymie).
Miguel Ángel Brindisi (né le 8 octobre 1950 à Almagro, Buenos Aires) est un entraîneur de football argentin, ancien footballeur qui jouait au poste de milieu de terrain offensif ou d'attaquant.

## Carrière de joueur

### Clubs
- 1967-1976 :  CA Huracán
- 1976-1978 :  UD Las Palmas
- 1978-1980 :  CA Huracán
- 1981-1982 :  Boca Juniors
- 1983-1984 :  Unión de Santa Fe
- 1983-1984 :  Nacional
- 1984 :  Racing Club
- 1985 :  CSD Municipal

### Équipe nationale
- 46 sélections et 17 buts en équipe d'Argentine entre 1969 et 1974
- Participation à la coupe du monde 1974

### Statistiques
- Championnat : 536 matchs, 224 buts 
  -  Primera División : 444 matchs, 194 buts
  -  Primera División : 92 matchs, 29 buts
- Coupes internationales : 14 matchs, 7 buts
- Équipe d'Argentine : 47 matchs, 16 buts.

Total en compétitions officielles : 597 matchs, 247 buts soit 0,41 but par match.

### Palmarès
| Saison | Club         | Titre                                                                |
| ------ | ------------ | -------------------------------------------------------------------- |
| 1972   | Huracán      | Meilleur buteur du championnat d'Argentine (Metropolitain) (21 buts) |
| 1973   | Huracán      | Championnat d'Argentine (Metropolitain)                              |
| 1981   | Boca Juniors | Championnat d'Argentine (Metropolitain)                              |

## Carrière d'entraîneur

### Clubs
- 1986 :  Club Alumni de Villa María
- 1987-1988 :  CSD Municipal
- 1989-1991 :  Barcelona Sporting Club
- 1991 :  Espanyol Barcelone
- 1992 et 1997-1998 :  Guatemala
- 1992-1995 :  Independiente
- 2001-2003 :  Huracán
- 2003 :  Racing Club
- 2003-2004 :  Club Atlético Lanús
- 2004 :  Boca Juniors
- 2005-2007 :  Comunicaciones
- 2008 :  Atlas
- 2008-2009 :  Jaguares de Chiapas
- 2010-fév. 2011 :  Huracán
- avr. 2013-sep. 2013 :  Independiente

### Palmarès
| Saison | Club                    | Titres                                       |
| ------ | ----------------------- | -------------------------------------------- |
| 1987   | CSD Municipal           | Championnat du Guatemala                     |
| 1988   | CSD Municipal           | Championnat du Guatemala                     |
| 1989   | Barcelona Sporting Club | Championnat d'Équateur                       |
| 1991   | Barcelona Sporting Club | Championnat d'Équateur                       |
| 1994   | Independiente           | Championnat d'Argentine (tournoi de clôture) |
| 1994   | Independiente           | Supercopa Sudamericana                       |
| 1995   | Independiente           | Recopa Sudamericana                          |